# Университет имени Яна Кохановского в Кельце
Университет имени Яна Кохановского в г. Кельце (пол. Uniwersytet Jana Kochanowskiego w Kielcach (прежние названия: Педагогический институт (Wyższą Szkołę Pedagogiczną), Свентокшиская академия им. Яна Кохановского (Akademię Świętokrzyską), Гуманитарно-естественный университет им. Яна Кохановского в городе Кельце (Uniwersytet Humanistyczno-Przyrodniczy Jana Kochanowskiego w Kielcach) — один из крупнейших государственных университетов в Польше. Находится в г. Кельце. Придерживается традиций учебного заведения, созданного в 1969 году (прежний вуз специализировался в педагогике).
В настоящее время Университет присваивает научные степени по 11 направлениям:
- область гуманитарных наук (история, языкознание, литературоведение)
- область естественных наук (биология, физика, география, химия)
- область искусствоведения и педагогики
- область политологии
- область наук о здоровье

## Факультеты
- гуманитарные науки
- естественные науки
- науки о здоровье
- педагогика и искусство
- управление и администрирование

Университет имени Яна Кохановского имеет филиал в городе Пётркув-Трыбунальски, в которой действуют следующие факультеты:
- филологический-исторический
- общественных наук